# FK Torpedo Moskva
FK Torpedo Moskva (rusky ФК "Торпедо" Москва) je ruský fotbalový klub z hlavního města Ruské federace Moskvy. Založen byl roku 1924. V 60. až 90. letech patřil k předním ruským klubům, třikrát vyhrál ligu Sovětského svazu (1960, 1965, 1976), šestkrát sovětský pohár (1949, 1952, 1960, 1968, 1972, 1986), jednou ruský fotbalový pohár (1993) a třikrát se probojoval do čtvrtfinále evropského poháru – Poháru vítězů pohárů 1967/68, Poháru vítězů pohárů 1986/87 a Poháru UEFA 1990/91.
Po sezoně 2013/14 postoupil do ruské Premier ligy. Po sezoně 2014/15 z ní zase sestoupil.

## Historické názvy
- AMO (1930–1932)
- ZIS (1933–1935)
- Torpedo Moskva (1936–1995)
- Torpedo Lužniki (1996–1997)
- Torpedo Moskva (od 1998)

## Významní hráči
- Eduard Strelcov (1953–1958, 1965–1970)
- Valerij Voronin (1958–1969)
- Valentin Ivanov (1952–1966)